# 雷克納區
雷克納區（西班牙語：Distrito de Requena），是秘魯的一個區，位於該國東北部洛雷託大區的雷克納省，始建於1943年7月2日，面積3,038.56平方公里，海拔高度114米，2005年人口26,969，人口密度每平方公里8.9人。